# Christian Schneider (Redakteur)
Christian Schneider (* 15. Oktober 1896 in Wiesbaden-Schierstein; † 31. Oktober 1962 in Genf) war ein deutscher Redakteur und nachrichtendienstlicher Kurier in der Schweiz. 

## Leben
Christian Schneider wurde als Sohn eines Weingutbesitzers in einer katholischen Familie geboren. Als achtjähriges Kind verlor er innerhalb eines Jahres beide Eltern. Während des Ersten Weltkrieges legte er ein Notabitur ab, bevor er zum Kriegsdienst rekrutiert wurde. 1921 promovierte er zum Dr. rer. pol. in Würzburg mit der Studie Das Schieds- und Vermittlungsrecht der Völkerbundsacte. 
Danach wurde er Redakteur der Gladbecker Zeitung. 1926 bis 1939 war er als Übersetzer beim Internationalen Arbeitsamt (IAO) in Genf tätig. Kurz bevor er nach Genf übersiedelte, heiratete er die Jugendschriftstellerin Elisabeth Schneider (Pseudonym Elisabeth Behrend). In Genf lernte er Rachel Dübendorfer und Paul Böttcher kennen. Als nach Beginn des Zweiten Weltkriegs das Personal der IAO reduziert wurde, bewarb er sich auf eine Chiffre-Anzeige von Rudolf Rößler als dessen Assistent. Ab 1940 arbeitete er auch für das von Hans Hausamann begründete Büro Ha des militärischen Nachrichtendienstes der Schweiz. Rößler, Hausamann und Max Waibel beauftragten ihn dann damit, nach Wegen zu suchen, militärisch relevante Nachrichten an die Sowjetunion weiterleiten zu können, was er dann mit Hilfe von Dübendorfer und Böttcher erreichte. 
Die von ihm weitergeleiteten Informationen wurden von Sándor Radó wegen der enormen Datenmenge nach den Herkunftsbereichen sortiert. Werther stand dabei für das OKW, Olga für das OKL usw. Nachdem einige dieser gemorsten Berichte durch das Sonderkommando Rote Kapelle der Gestapo und der Funkabwehr im OKW-Amt Abwehr entschlüsselt und in der Nachkriegszeit veröffentlicht wurden, kam es insbesondere über die scheinbare Quelle Werther zu vielfältigen Spekulationen.